# Luminisme en Russie
Le luminisme en Russie se manifeste chez un certain nombre d'artistes de la fin du XIXe siècle. Les qualités que l'on peut attribuer au luminisme sont : la brillance, la lumière réfractée, une structure horizontale du paysage, un espace panoramique. Ce sont des qualités qui ne diffèrent pas fondamentalement de celles des peintres français ou belges. 
La peinture de paysage et celle de paysages d'humeur est un domaine dans lesquels les peintres russes sont bien représentés et excellent. Parmi les plus connus on peut citer parmi ces derniers Arkhip Kouïndji avec Petit bois de bouleaux, mais aussi ses paysages nocturnes et ses couchers de soleil spectaculaires, Isaac Levitan et sa Paix éternelle,. Victor Borissov-Moussatov dans ses pastels et aquarelles, Nikolaï Gay dans sa peinture de paysages, Nikolaï Doubovskoï et ses paysages d'humeur ou d'émotion sont d'autres exemples de peintres russes qui représentent cette tendance luministe.  
On ne peut pas affirmer, selon le critique d'art britannique John Ellis Bowlt, qu'il existait véritablement une école luministe en Russie
Mais l'immensité de la steppe, la sérénité mélancolique du paysage russe a pu orienter le regard et la mémoire visuelle de beaucoup d'artistes vers le luminisme. Kouïndji et Levitan sont unis par leur conscience symbolique du monde de la nature et suggèrent des parallèles avec le transcendantalisme du poète Ralph Waldo Emerson et le luminisme aux États-Unis. Alexandre Benois parlait encore d'Arkhip Kouïndji comme d'un Monet russe, et Claude Monet avait exercé, en effet, une influence importante sur le luminisme.

## Galerie

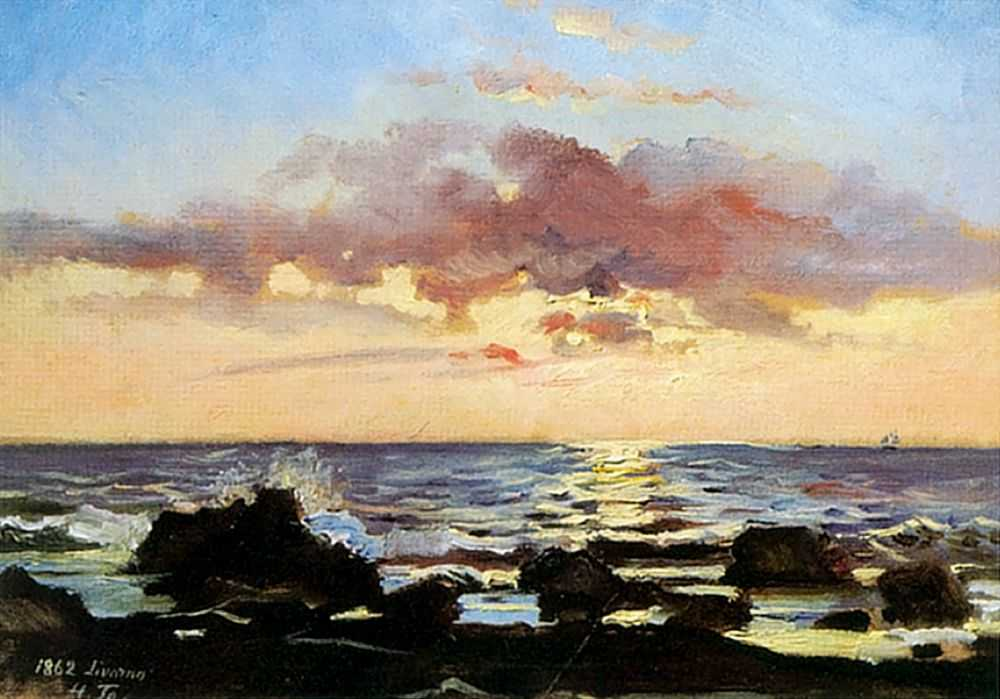
Nikolaï Gay, tombée du jour sur la mer de Livourne, 1862
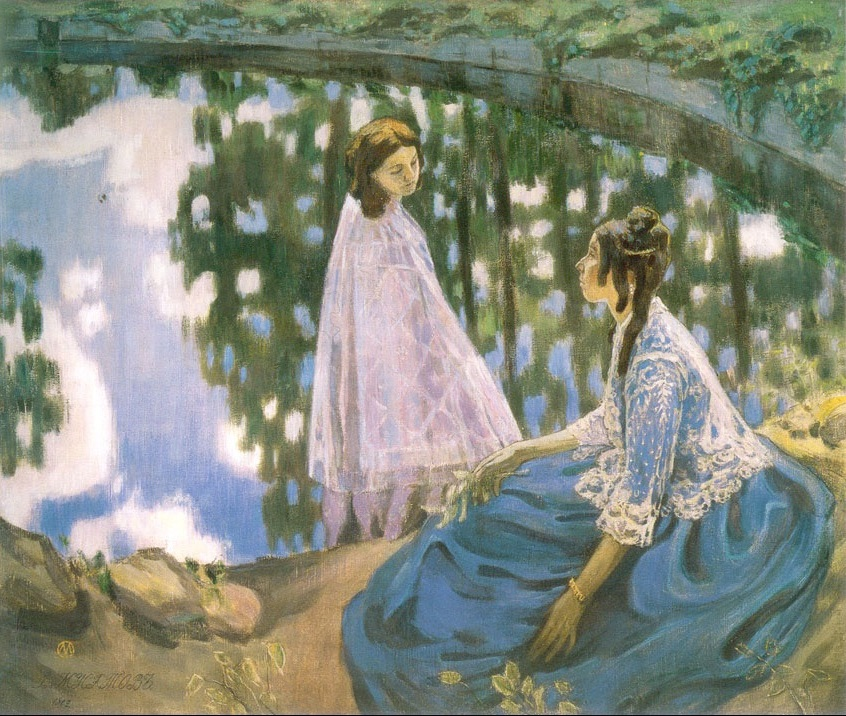
Victor Borissov-Moussatov,  Bassin (tableau de Borissov-Moussatov), 1902
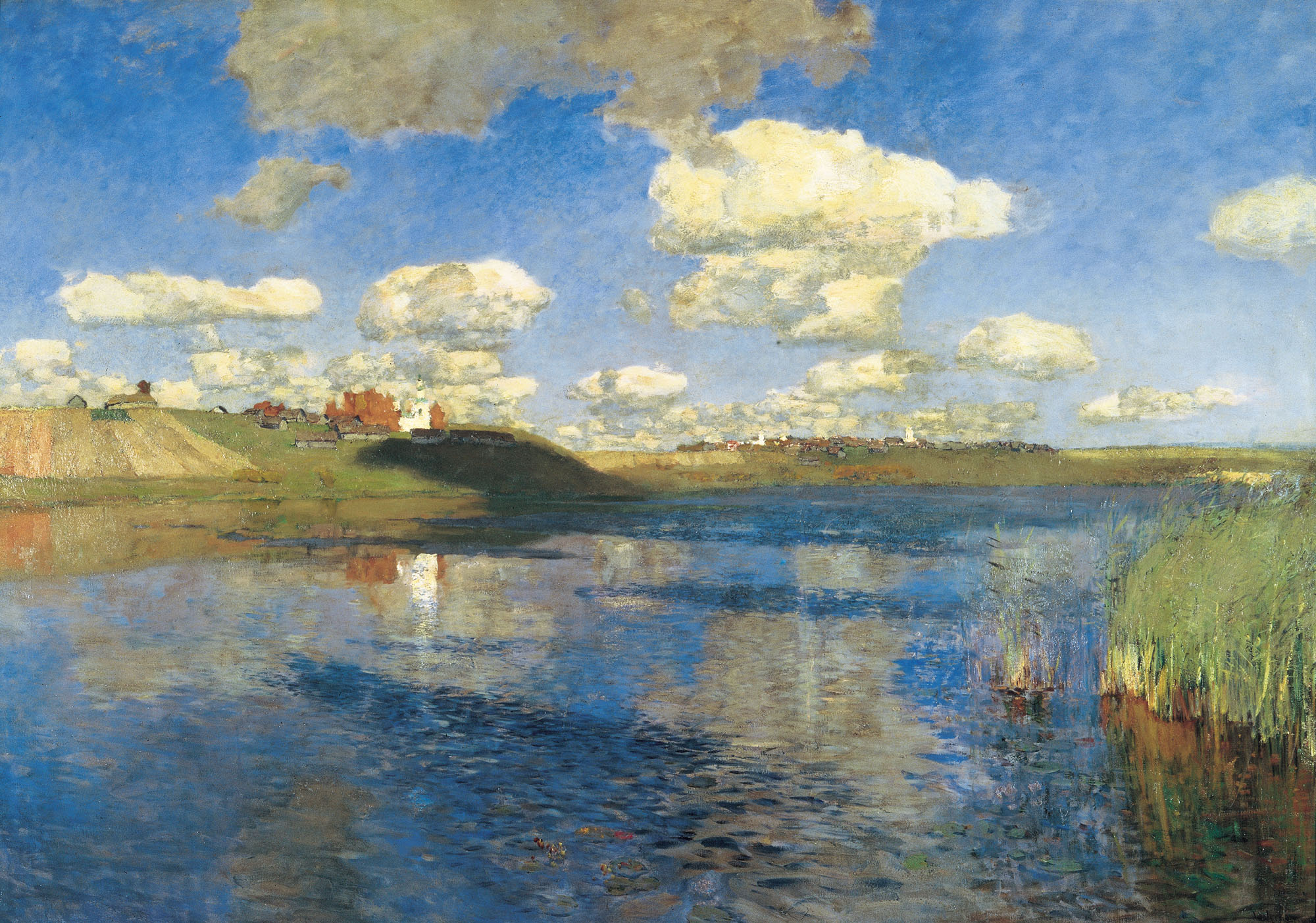
Isaac Levitan,  Le Lac. La Rus', 1899-1900
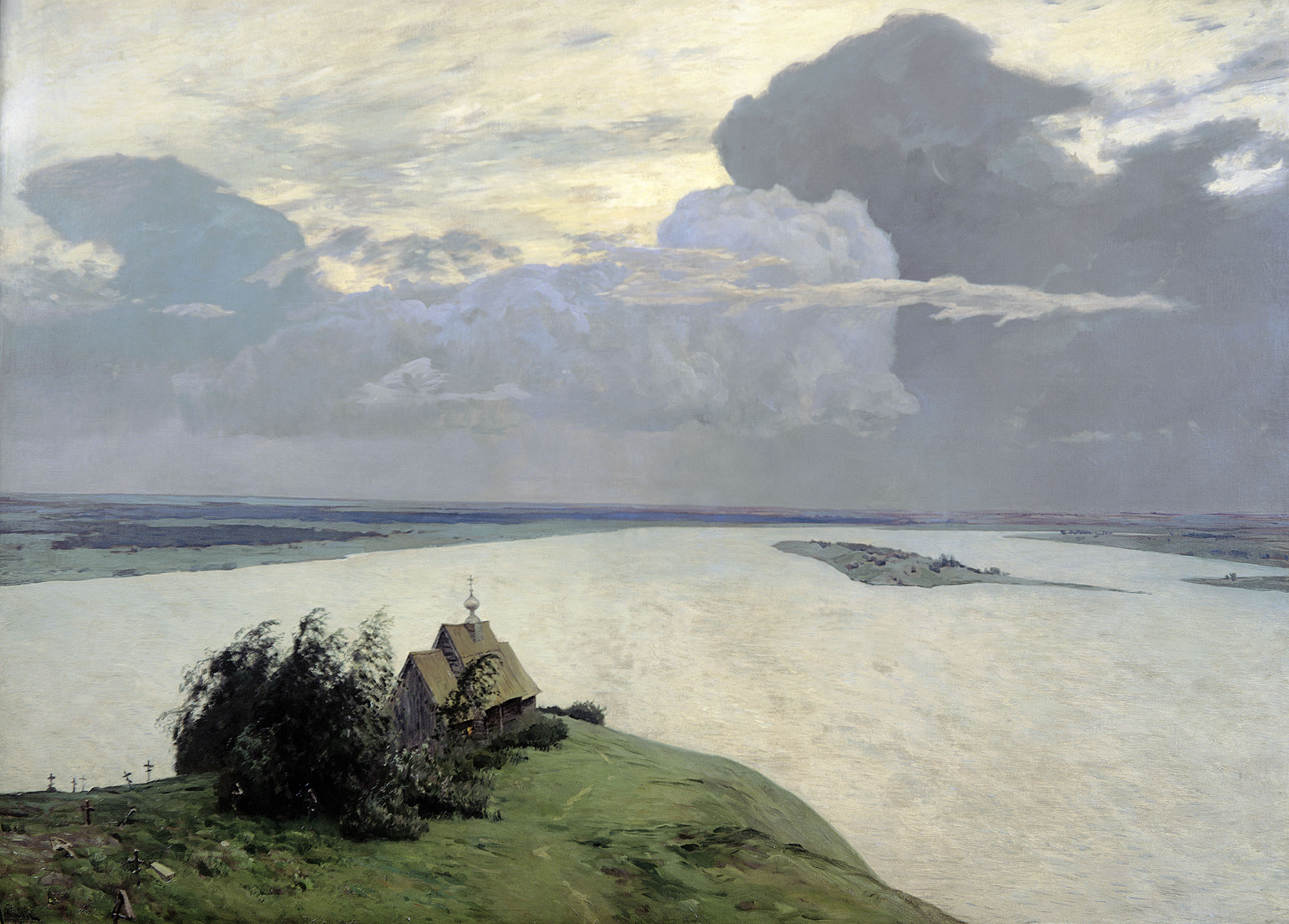
Levitan, Paix éternelle, 1894
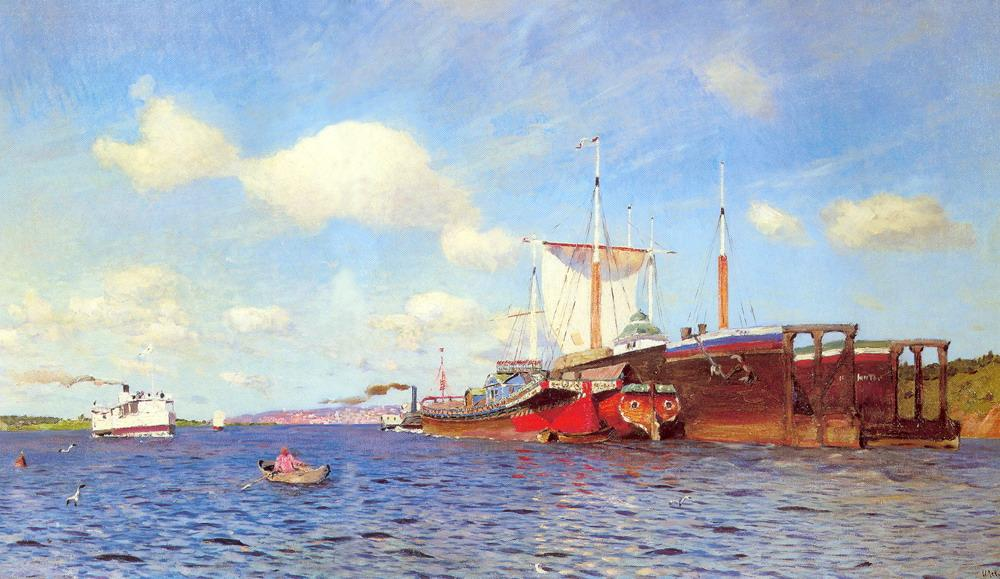
Levitan, Vent frais. La Volga, 1895
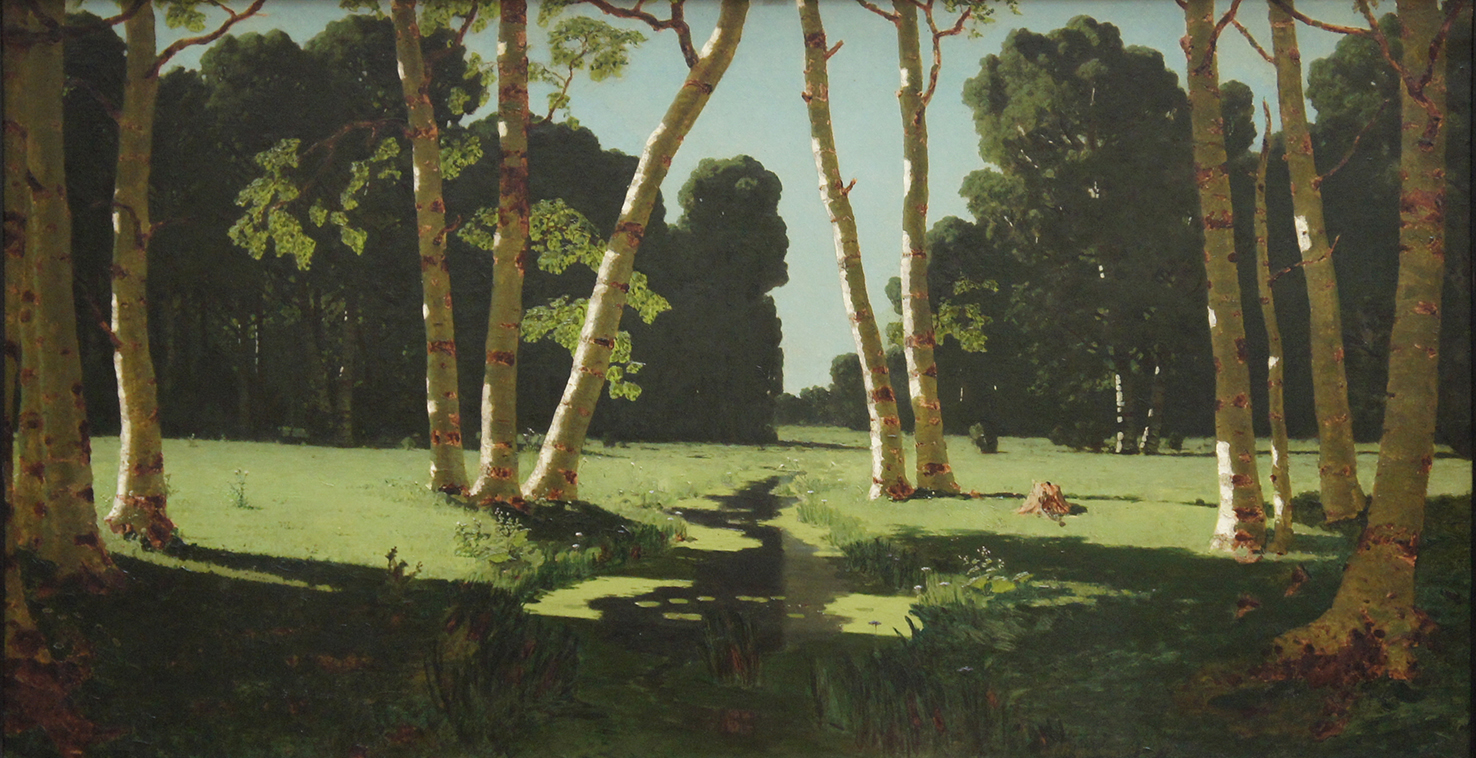
Arkhip Kouïndji, Petit bois de bouleaux, 1879
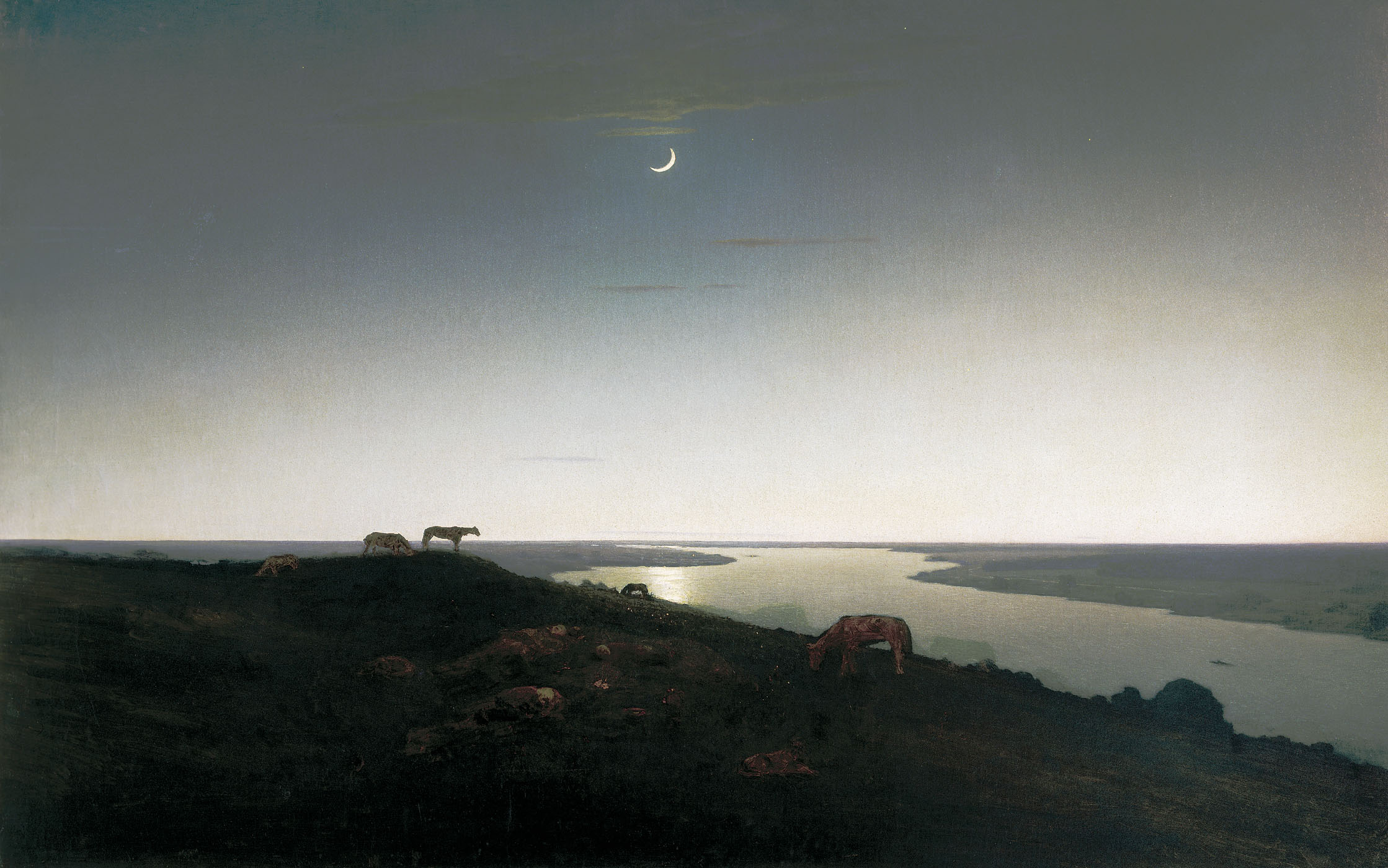
Archip Kouïndji, La Nuit, 1905-1908
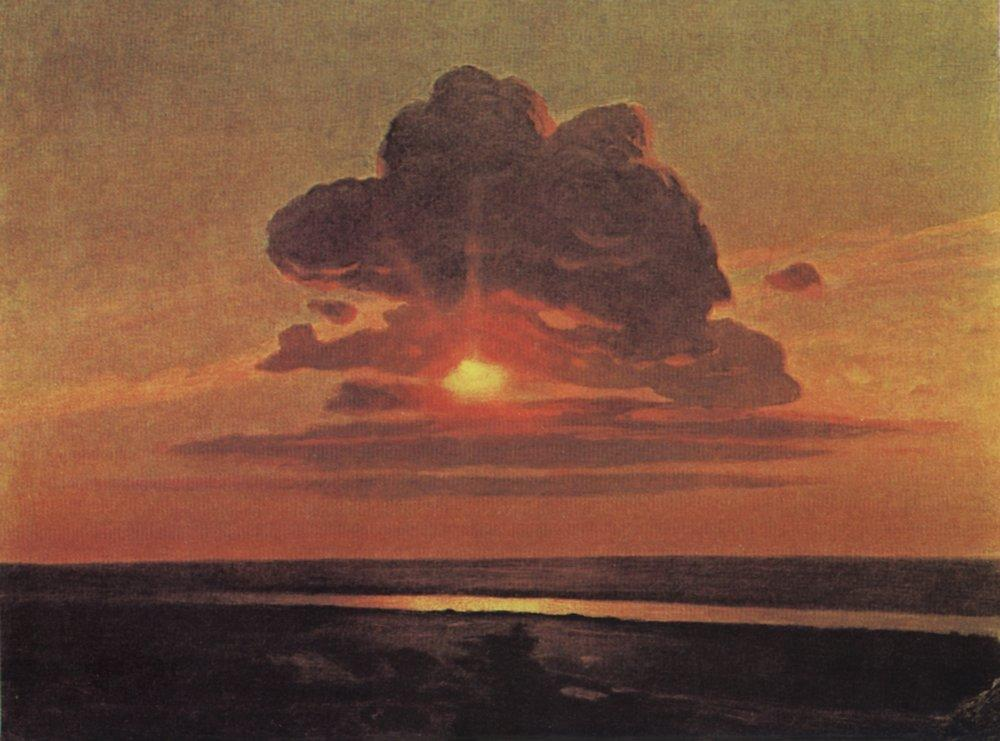
A. Kouïndji, Coucher de soleil rouge, 1898-1908
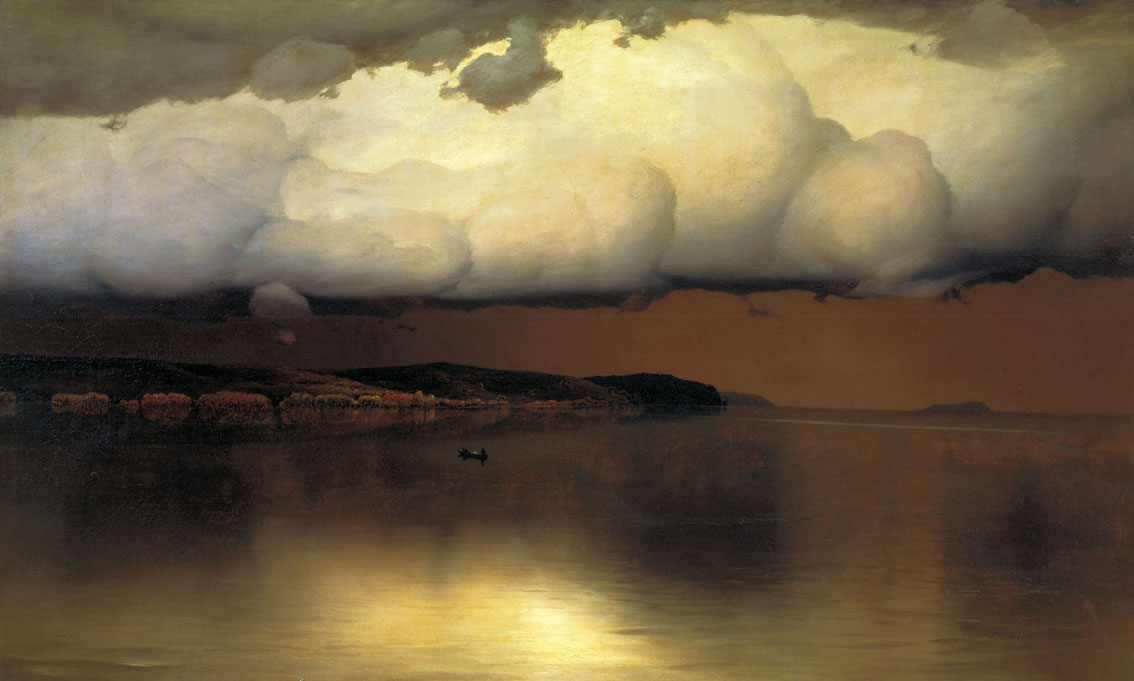
Nikolaï Doubovskoï, Silence, 1890